# Mengbrücke

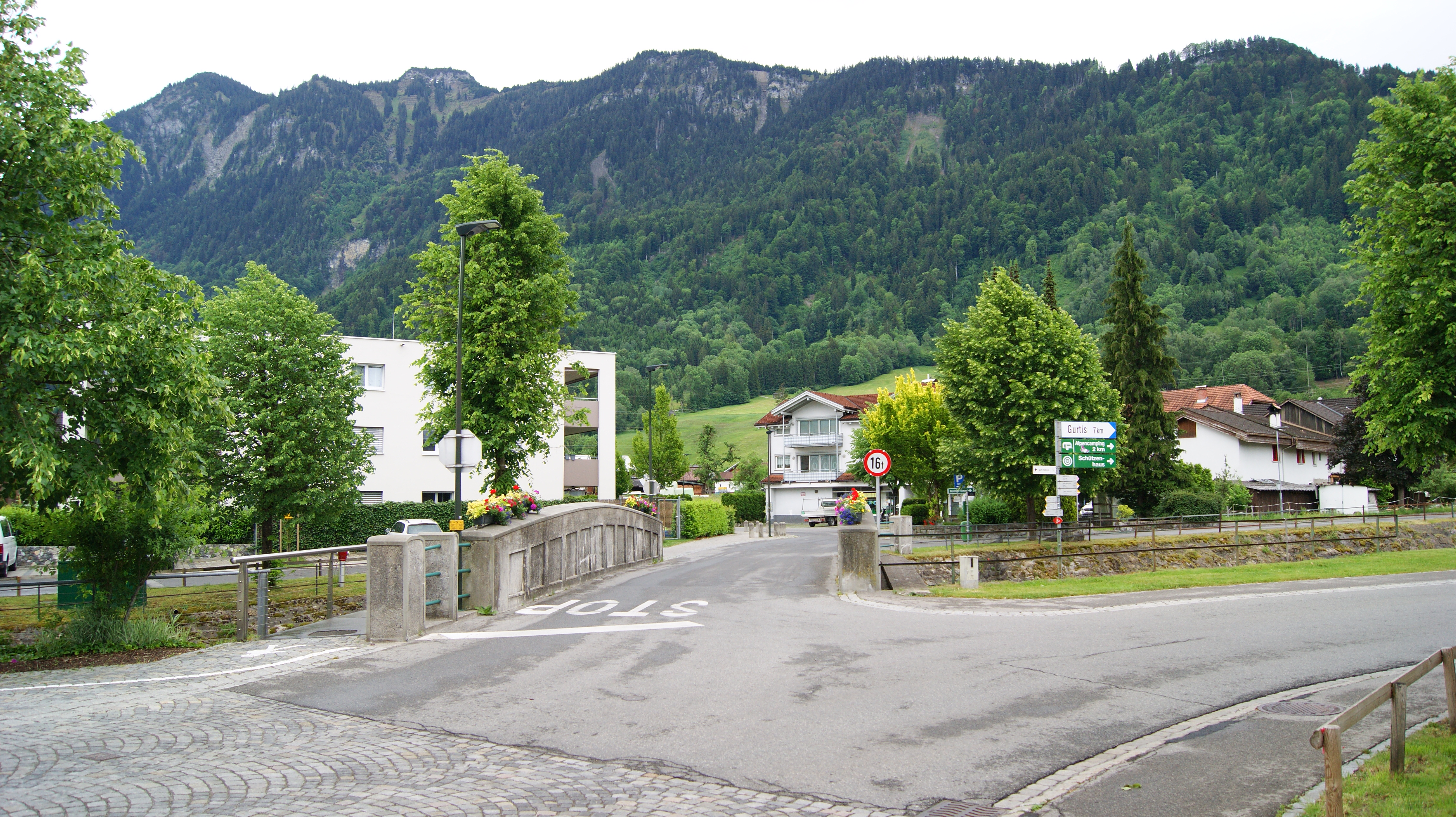
Blick von der Bazulstraße (L 67) zur Mengbrücke

Die Mengbrücke (auch: Mengbachbrücke oder untere Mengbachbrücke) ist eine Straßenbrücke und denkmalgeschütztes Objekt in der Marktgemeinde Nenzing, Vorarlberg, Österreich.

## Geschichte
Bei einem Hochwasser 1910, das in fast ganz Vorarlberg starke Schäden hervorgerufen hatte, wurde auch die alte Brücke über die Meng in Nenzing weggerissen. Diese Brücke wurde 1913 wieder neu errichtet. Sie war damals eine wichtige Verbindung an der Arlberg-Reichsstraße, der späteren Bundesstraße, von Feldkirch auf den Arlberg.
2009 wurde um 15.000 Euro die Unterseite der Brücke saniert. 2013, zum 100-jährigen Bestand, wurde die Mengbrücke auf Grund von Frostschäden nochmals saniert. Die Sanierungskosten betrugen im Rahmen der zweiten Etappe 2013 schlussendlich 27.000 Euro, im Gesamten 42.000 Euro.

## Lage
Die Marktgemeinde Nenzing liegt am untersten Ende der Meng auf 530 m ü. A., bei der Einmündung in die Ill. Die Meng fließt quer durch die Marktgemeinde und das Ortsgebiet. Die Mengbrücke ist eine von mehreren, die heute im Ortsgebiet die Meng überqueren und hat heute keine Hauptverkehrsfunktion mehr. Der Fußgängerverkehr wird seit einigen Jahren über eine nördlich, neben der Mengbrücke, errichtete kleinere Brücke geleitet, zudem wurde an die Mengbrücke ein Fußgängersteig angehängt.
Die Mengbrücke quert die Meng in etwa in einem Winkel von 125 bzw. 55 Grad. Über die Mengbrücke führt die Gemeindestraße: Grienegg, welche von der Bazulstraße (L 67 – Gampelüner Straße) kurz vor der Brücke abzweigt.

## Beschreibung
1913 wurde diese Stahlbetonbrücke vom Bauunternehmen Heimbach & Schneider aus Hard im Auftrag der k.k. Statthalterei in Innsbruck gebaut. Die Brücke liegt auf zwei Widerlagern auf und hat dazwischen eine Stützweite von 15,50 Meter. Um den Durchfluss unter der Brücke möglichst groß zu halten, wurde die Traglast auf zwei seitlich, beidseitig nach oben ragende Träger (gesamt 2,18 Meter, innen je bis zu Fahrbahn 1,36 Meter hoch und 0,60 Meter breit) aufgeteilt, die gleichzeitig als Geländer dienen. Die Fahrbahn ist mit 5 Meter für den heutigen Fahrzeugverkehr zu schmal ausgeführt. Ausgelegt wurde die Brücke für ein Gewicht von rund 30 Tonnen, wobei heute eine Gewichtsbeschränkung von 16 Tonnen besteht.
Zum Schutz vor einem Hochwasser wurde 1913 kurz vor der Brücke das Bachbett abgetieft und eine Sohlschwelle im Bachbett eingebaut.